# کرکونوشه
کرکونوشه (چکی: Krkonoše) رشته‌کوهی در شمال جمهوری چک و جنوب غربی لهستان است که بخشی از رشته‌کوه سودتس به شمار می‌رود. بلندترین قله‌اش سنژکاست.